# بن علي بن علي
بن علي بن علي القائد الحالي لجهاز الحرس الجمهوري الجزائري من 23 جويلية 2015م. ولد بن علي بن علي في السادس من جانفي عام 1940 ب:تيرني بني ھديل- تيرني بني ھديل سبدو ولاية تلمسان . تلقى تكوينا عسكريا خاصا في الكلية الحربية (مصر) حيث تحصل على شهادة الدراسات العسكرية الخاصة سنة 1964 ليواصل تكوينه العسكري في الاتحاد السوفيتي سابقا، ثم الحصول على شهادة الدراسات العليا لضابط قيادة تكتيكية للمدفعية البرية سنة 1971.
تحصل على شهادة ليسانس في الحقوق اختصاص قضائي

## المناصب والرتب
- ملازم أول في الفاتح من نوفمبر 1962؛
- نقيب في 19 جوان 1972 ؛
- رائد في الفاتح من نوفمبر1981؛
- مقدم في الفاتح من نوفمبر1987؛
- عقيد في الفاتح من نوفمبر 1990؛
- عميد في 05 جويلية 1993؛
- لواء في 05 جويلية 2001؛
- فريق في 05 جويلية 2015.
- فريق أول في 02 جويلية 2020.[6]

وقد عين رئيسا لقسم المصالح المشتركة بوزارة الدفاع الوطني في الفاتح من جويلية سنة 1989، ثم ملحقا للدفاع بالقاهرة /مصر في سنة 1996، ليكلف بعدها بقيادة الناحية العسكرية السادسة في 2001 ثم الناحية العسكرية الخامسة في سنة 2005 إلى غاية 2015 حيث أوكلت له مهمة قيادة الحرس الجمهوري إلى يومنا هذا.
وهو حائز على وسام الجيش الوطني الشعبي الشارة الأولى، الثانية والثالثة، وسام الاستحقاق العسكري، وسام الشرف، وسام الجريح بدون تنويه في أمر الجيش ووسام الشجاعة.
يعد بن علي بن على آخر ما يسمى بـ ” الحرس القديم ” في الجيش الوطني الشعبي ،  وهو أيضا الثاني  الذي يحصل  على  الرتبة  الأعلى  في الجيش الوطني  الشعبي منذ الفريق أول محمد العماري  فقد ظل الفريق  قايد صالح  حتى قبل وفاته  برتبة فريق، وهو واحد من 5  ضباط جزائريين تقلدوا منصب  فريق فأعلى هم على التوالي.
شارك بن علي  بن علي  في ثورة التحرير الجزائرية في  منطقتي سيدي بلعباس وتلمسان، والتحق  بالثورة  في عام 1958  عقب استشهاد  شقيقه، العقيد لطفي وهو اخوه الغير الشقيق ووقد حصل قبل الاتحاق بالثورة على  مستوى دراسي مهم  في مدارس فرنسية،
بعد الاستقال كان من بين دفعة  الضباط الأولى الجزائرية  التي حصلت على تكوين متخصص في مدارس عسكرية  روسية، وتخصص  في المشاة،  حصل على تكوين عسكري متخصص في الاستراتيجية  في اكاديمة عسكرية  روسية في الستينات  من القرن الماضي،  و يعرف بأنه خبير  في تكتيكات القوات البرية ،